# Peter Woulfe
Peter Woulfe, irl. Peadar de Bhulbh (ur. 1727, zm. 1803) – irlandzki chemik i mineralog; jako pierwszy wysunął sugestię, iż wolframit może być związkiem nieznanego pierwiastka.
W 1779 Woulfe zaobserwował, iż indygo poddane działaniu kwasu azotowego przybiera kolor żółty. Później okazało się, że powstała w wyniku reakcji substancja to kwas pikrynowy – pierwszy syntetyczny barwnik, używany także jako materiał wybuchowy oraz środek antyseptyczny wykorzystywany przy leczeniu oparzeń.
Od jego nazwiska pochodzi też nazwa butli Woulfe’a (flaszy Woulfe’a) opisanej przez niego w 1766 lub 1767 roku i wykorzystywanej w laboratoriach chemicznych m.in. do absorpcji i oczyszczania gazów.
Woulfe był członkiem Royal Society, w 1768 roku został przezeń nagrodzony medalem Copleya.